# ザック・ギルフォード

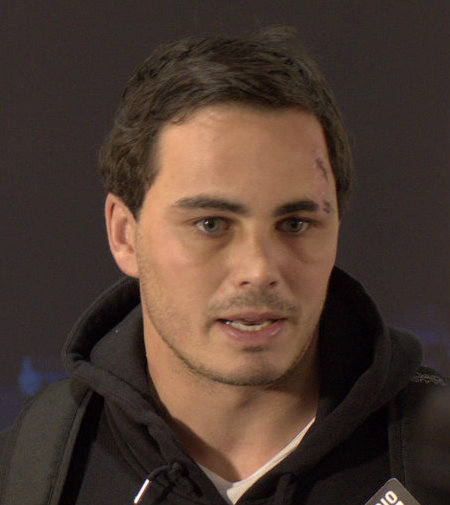
ザック・ギルフォード

ザック・ギルフォード（Zac Guildford）ことザカリー・ロバート・ギルフォード（Zachary Robert Guildford 1989年2月8日 - ）は、ニュージーランド出身のラグビー選手。ポジションはウィング(WTB)。

## 人物
1989年2月8日、ニュージーランド、グレイタウンで生まれる。

身長182cm、体重96kg。

愛称は「Billy the Kid」、「Baby G」。

父親のロバート・ギルフォード(Robert Guildford、2009年没)は元ラグビー選手、ワイララパ・ブッシュ州代表で1992～96年プレイ。

## キャリア
1999年、ザックが10歳の時に父ロバート、母デボラ、弟ヴィクターの家族はネーピアに移住、ホークス・ベイ・ラグビー・アカデミー・システムに参加する。

ネーピア・ボーイズ・ハイスクール卒業、2007年、19歳以下ラグビーニュージーランド代表に選出、ラグビージュニア世界選手権(2007 Under 19 Rugby World Championship)に出場、同年、18歳の若さでホークス・ベイ州代表に選ばれ、ニュージーランド州代表選手権エアニュージーランドカップ(現ITM CUP)に出場。シーズン5トライを記録、チームはセミファイナル進出。

2008年、スーパー14（現スーパーラグビー）のハリケーンズに入る。同年、20歳以下代表としてジュニア世界選手権(2008 IRB Junior World Championship)に出場。

さらに2008、2009年と2年連続でニュージーランドセブンスに選出される。 
2009年、史上最年少でオールブラックスに選ばれ、11月7日のウェールズ戦でデビュー。
2010年、ハリケーンズからクルセイダーズに移籍。同年、インドのニューデリーで開催されたコモンウェルスゲーム(2010 Commonwealth Games)のラグビーセブンス・ニュージーランド代表に選ばれ、チームは金メダル獲得。

### 東京の歓喜そして悲劇
2009年、日本で開催されたジュニア世界選手権(2009 IRB Junior World Championship)に出場、大会最多8トライでトライ王となる。
決勝のイングランド戦を44-28で勝利し、ニュージーランド優勝の歓喜の中、客席で息子の勇姿を見ていた父ロバートが心臓発作で倒れ、都内の病院に緊急搬送。ともに来日していた母デボラ、弟ヴィクターと、ジャージ姿で病院に駆けつけたザックの見守るなか、永眠。試合終了後の表彰式には、決勝で2トライを決めて優勝に大きく貢献したザックの姿は無かった。

## リンク
- Hawke's Bay Rugby Union
- Crusaders Profiles
- All Blacks ID=1097